# Paolo Antonio Foscarini
Paolo Antonio Foscarini (Montalto Uffugo, 1565 circa – Montalto Uffugo, 10 giugno 1616) è stato uno scienziato e religioso italiano.
Autore, nel 1615, della Lettera sopra l'opinione de' Pittagorici, e del Copernico, della mobilità della terra e stabilità del sole, nella quale affermava la verità dell'interpretazione eliocentrica di Niccolò Copernico, il suo libro fu condannato nel 1616 dalla Chiesa cattolica.

## Biografia
Padre carmelitano come il fratello Polibio, studiò a Napoli nel convento del Carmine Maggiore dove poi fu professore di teologia. Fu priore del convento di Tropea, vicario provinciale dell'Ordine e, dal 1608, padre provinciale della Calabria.
Nel 1611 pubblicò il libro di devozioni Meditationes, preces, et exercitia quotidiana, nel quale esaltò le scienze quali strumenti di conoscenza e amore di Dio, e nel 1613 la Institutionum omnis generis doctrinarum tomis VII. comprehensarum Syntaxis, dedicata al generale dell'Ordine Sebastiano Fantone. Si tratta dell'abbozzo di un'enciclopedia in sette volumi dedicata alle arti liberali, alla fisica, alla metafisica, all'etica e alla teologia scolastica e mistica, con un particolare accento per la matematica e la fisica. Il Foscarini non ebbe però il tempo di sviluppare l'opera. Il testo in volgare Trattato della divinatione naturale cosmologica, pubblicato a Napoli nel 1615, ne rappresenta soltanto una parte: vi si esamina la possibilità di prevedere gli eventi naturali in un mondo concepito secondo gli schemi tolomaici, anche se nel trattato è presente un accenno alla teoria copernicana, della quale Foscarini preannuncia un'apposita trattazione in un prossimo scritto.

### LaLettera sopra l'opinione de' Pittagorici e del Copernico
Lo scritto, dedicato ancora al Fantone, comparve a Napoli lo stesso anno con il titolo Lettera sopra l'opinione de' Pittagorici, e del Copernico, della mobilità della terra e stabilità del sole, e del nuovo Pittagorico Sistema del Mondo, con la quale intese mostrare come la rotazione e la rivoluzione della Terra non contraddicessero le Sacre Scritture.
Il Foscarini precisava che l'opera, rivolta principalmente «alli dottissimi Signor Galileo Galilei e Signor G. Keplero», oltre che «a tutta la illustre e virtuosissima Accademia de' Signori Lincei», intendeva «accordare molti luoghi della Scrittura» con la concezione copernicana e «interpretarli (non senza fondamenti teologici e fisici) in modo tale che non gli contradicano affatto», dal momento che «il commune Sistema del Mondo dichiarato da Tolomeo, non ha dato mai a pieno soddisfazzione a i dotti, si è sempre sospettato anco da gl'istessi, che lo seguirono, che qualche altro fusse il più vero: perciochè con questo comune, quantunque si salvino tutti i Fenomeni, e le apparenze, che risultano da corpi Celesti, nondimeno si salvano con innumerabili difficoltà, e rappezzamenti di Orbi (e questi di varie forme, e figure) di Epicicli, di Equanti, di Deferenti, di Eccentrici, e di mille altre imaginationi, e Chimere, che hanno più tosto del puro ipotizzare, che realtà alcuna, tra le quali imaginationi vi è quella del moto ratto, della quale non so se si può ritrovare cosa meno fondata, e più controvertibile, e facile ad oppugnarsi, e a confutarsi, e così quella di varij Cieli senza stelle, che muovano gl'inferiori».

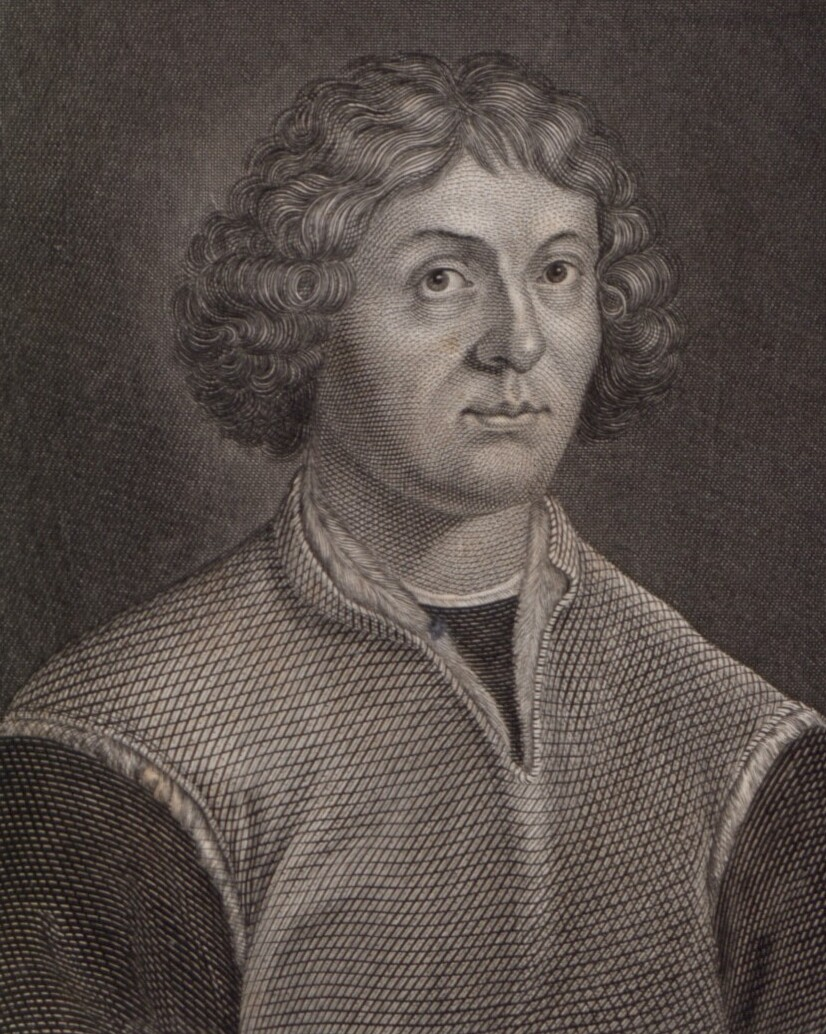
Niccolò Copernico

A questo scopo, Foscarini discuteva le opposizioni al modello copernicano presenti nella Bibbia, negli scritti dei Padri della Chiesa e dei teologi, contrastandoli con una propria esegesi scritturale. Erano sei i passi rintracciati da Foscarini nelle Scritture che contraddicevano l'ipotesi eliocentrica: la dichiarata stabilità della Terra; la mobilità del sole; l'essere il cielo in alto e la Terra in basso; il fatto che l'inferno era posto al centro della Terra e dell'Universo; la dichiarata contrapposizione di cielo e Terra; l'affermazione che, nel giorno del Giudizio universale, il sole si sarebbe fermato a oriente e la luna a occidente. Ma per Foscarini, se l'ipotesi «pitagorica» - ossia eliocentrica - «è vera, poco importa che contraddica a tutti i Filosofi e gli Astrologi del mondo, e che per seguirla e pratticarla s'habbia da fare una nuova Filosofia e Astrologia dependente da i nuovi principij e hipothesi che questa pone. Quello che appartiene alle scritture sacre, ne anco gli nuocerà, perciochè una verità non è contraria all'altra. Se dunque è vera l'opinione Pittagorica, sensa dubbio Iddio havrà talmente dettate le parole della Scrittura Sacra, che possano ricevere senso accomodo a quell'opinione, e conciliamento con essa».
È certa la convinta adesione al sistema copernicano del Foscarini, che egli però derivava, più che da una solida convinzione scientifica, da ragioni di maggiore armonia presente nella descrizione copernicana dell'Universo rispetto al tradizionale modello geocentrico: come non sufficientemente esperto in questioni astronomiche, egli scrisse infatti al Galilei dei propri dubbi sugli effetti della rotazione terrestre, preannunciandogli un successivo scritto al riguardo. Sembra che le ricerche del Foscarini si inserissero su un filone presente a Napoli che univa copernicanesimo e pitagorismo, filosofia telesiana e bruniana, e il cui maggiore interprete era Niccolò Stelliola (1547-1623).
Federico Cesi, fondatore dei Lincei, il 7 marzo 1615 comunicò all'amico Galileo l'uscita del libro, del quale gli inviava anche una copia, compiacendosi perché il Foscarini difendeva «l'opinion di Copernico salvando tutti i luoghi della Scrittura», mentre il 21 marzo un altro amico di Galileo, Giovanni Ciampoli, a differenza del Cesi, si mostrava preoccupato poiché «per entrar [...] nelle Scritture, il libro corre gran risico nella prima Congragatione del Santo Offitio, che sarà di qui a un mese, d'esser sospeso». Da alcuni anni, infatti, Galileo si era dichiarato apertamente copernicano, suscitando reazioni negative negli ambienti conservatori: il domenicano fiorentino Tommaso Caccini lo aveva pubblicamente attaccato durante un sermone tenuto in Santa Maria Novella nel dicembre del 1614, un altro domenicano, Nicolò Lorini, il 7 febbraio 1615 aveva denunciato Galileo al prefetto dell'Indice, il cardinale Paolo Camillo Sfondrati, e infine lo stesso Caccini aveva testimoniato a Roma contro Galileo, il 20 marzo, di fronte al commissario generale del Sant'Uffizio, il domenicano Michelangelo Seghezzi.
La nuova opera che Foscarini promise a Galileo non vedrà mai la luce, ma suscitò speranze nei sostenitori di Galileo di trovare così un alleato in ambito ecclesiastico. A questo proposito il Cesi scriveva a Galileo il 20 maggio 1615 che «tolte le difficultà e levato ogni attacco alla passione, l'opinione [copernicana] restarà permessa et approvata tanto pienamente, che chi vorrà tenerla potrà liberamente farlo».

### La lettera di Bellarmino

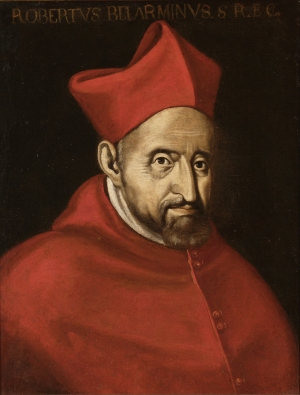
Roberto Bellarmino

In realtà, già a quella data, le cose stavano andando molto diversamente, poiché al Foscarini, che si trovava a Roma disputando «con prontezza con chi bisogni», e pronto a ristampare il suo libro e a «difenderlo da qualunque scrupoloso oppositore», erano pervenute accuse di «aver esposto le Sacre Scritture diversamente da come le hanno interpretate i Santi Padri» e il cardinale Bellarmino aveva definito «temeraria» la sua opinione. Foscarini inviò allora a Bellarmino una copia della Lettera insieme con una sua Defensio epistolae super mobilitate Terrae, nella quale scriveva di essersi assunto «di difendere la teoria sulla mobilità della terra, in base alla quale non risulta nessun danno alla fede cattolica, come anch'io penso, ma semmai alla teologia». Ribadito di ritenere la teoria eliocentrica «non discordante affatto dalla Sacra Scrittura», egli chiedeva al Bellarmino di esprimersi sulla questione, «perché io non sembri aver fiducia in me stesso più di quanto sia conveniente, o voler attribuire alle doti del mio ingegno più di quanto sia giusto».
Bellarmino rispose il 12 aprile 1615 direttamente al Foscarini, ma chiamando in causa anche Galileo: «Primo, dico che V. P. et il Sig.r Galileo facciano prudentemente a contentarsi di parlare ex suppositione e non assolutamente, come io ho sempre creduto che habbia parlato il Copernico. Perché il dire, che supposto che la Terra si muova e il Sole sia fermo si salvano tutte le apparenze meglio che con porre gli eccentrici et epicicli, è benissimo detto, e non ha pericolo nessuno; e questo basta al mathematico: ma volere affermare che realmente il Sole stia nel centro del mondo e solo si rivolti in sé stesso senza correre dall'oriente all'occidente, e che la Terra stia nel 3° cielo e giri con somma velocità intorno al Sole, è cosa molto pericolosa non solo d'irritare i filosofi e theologici scolastici, ma anco di nuocere alla Santa Fede con rendere false le Scritture Sante».
Ricordato che i Padri della Chiesa e i moderni commentatori «tutti convengono in esporre ad literam ch'il Sole è nel cielo e gira intorno alla Terra con somma velocità, e che la Terra è lontanissima dal cielo e sta nel centro del mondo, immobile», Bellarmino sosteneva che la Chiesa non poteva «sopportare che si dia alle Scritture un senso contrario alli Santi Padri et a tutti li espositori greci e latini», e solo qualora si fosse dimostrata con certezza la teoria eliocentrica, «allhora bisogneria andar con molta consideratione in esplicare le Scritture che paiono contrarie, e più tosto dire che non l'intendiamo che dire che sia falso quello che si dimostra. Ma io non crederò che ci sia tal dimostratione, fin che non mi sia mostrata: né è l'istesso dimostrare che supposto ch'il sole stia nel centro e la terra nel cielo, si salvino le apparenze, e dimostrare che in verità il sole stia nel centro e la terra nel cielo; perché la prima dimostratione credo che ci possa essere, ma della seconda ho grandissimo dubbio, et in caso di dubbio non si dee lasciare la Scrittura Santa esposta da' Santi Padri».
Nei primi di maggio Foscarini lasciava Roma per Napoli, intenzionato a pubblicare una seconda edizione della sua Lettera «con l'aggiunta d'altre authorità, per maggiore chiarezza della sua interpretazione», evidentemente per rispondere in questo modo alla lettera del Bellarmino, e confidando, sembra, sulla protezione del cardinale Giovanni Garzia Millini, segretario del Sant'Uffizio.

### La condanna dell'Indice

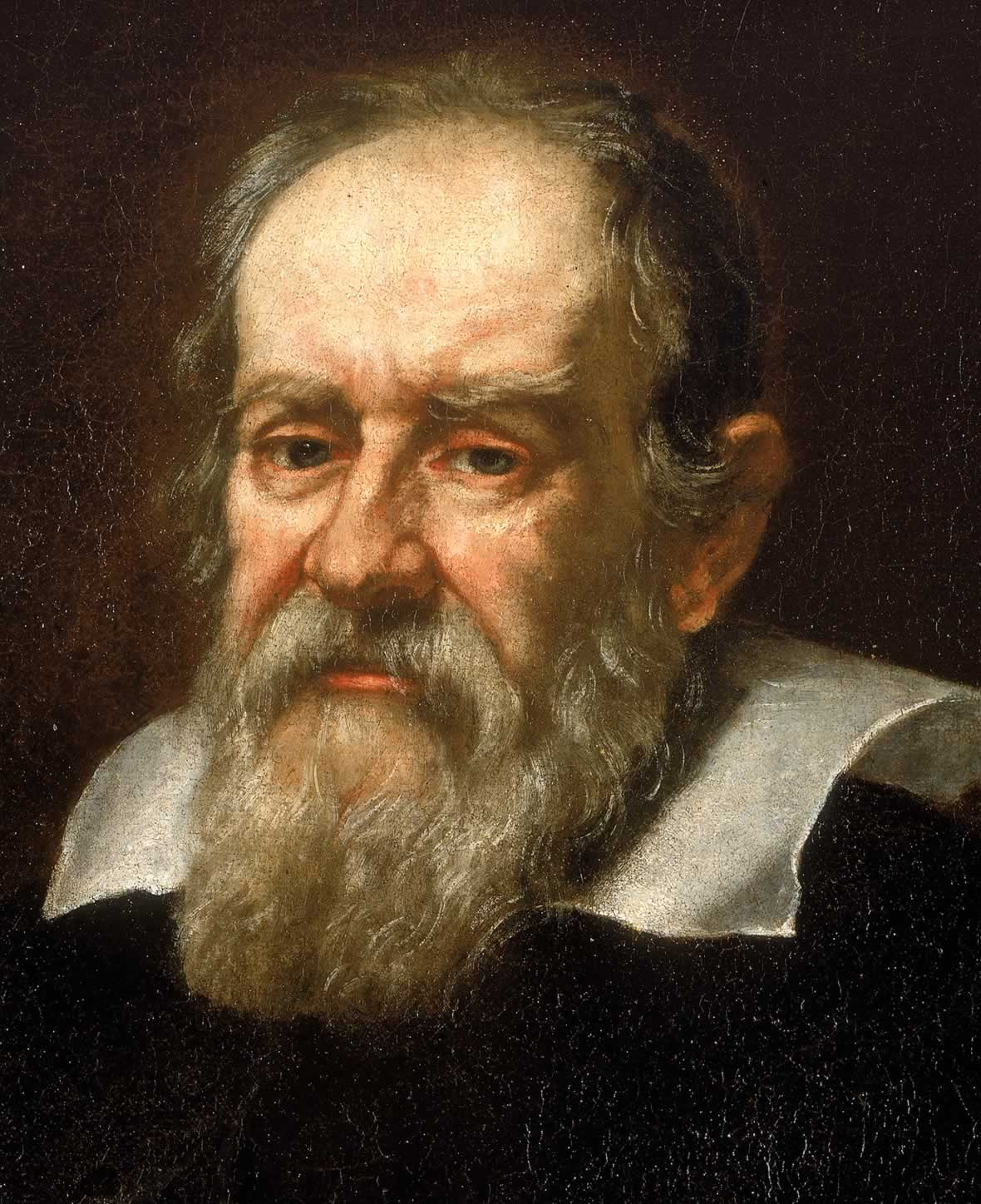
Galileo Galilei

Non ci furono però altre pubblicazioni curate dal Foscarini. Il 5 marzo 1616 veniva reso noto il decreto dell'Indice con il quale si sospendevano, fino a correzioni da apportarvi, l'opera del Copernico e il Commento a Giobbe del Zúñiga, mentre lo scritto del carmelitano era del tutto proibito: «E poiché anche è giunta a conoscenza della suddetta Sacra Congregazione che è già divulgata ed è da molti accolta quella falsa dottrina pitagorica, in totale contraddizione con la divina Scrittura, riguardante la mobilità della Terra e l'immobilità del Sole, che insegnano anche Nicolò Copernico nel De revolutionibus orbium coelestium e Didacus Astunica nel Commento a Giobbe; così come è possibile vedere da una Epistola scritta da un Padre Carmelitano, che ha titolo Lettera del R. Padre Maestro Paolo Antonio Foscarini Carmelitano, sopra l'opinione de' Pittagorici e del Copernico della mobilità della Terra e stabilità del Sole, et il nuovo Pittagorico sistema del mondo. In Napoli, per Lazaro Scoriggio, 1615, nella quale il suddetto Padre cerca di dimostrare che la dottrina sull'immobilità del Sole nel centro del mondo e sulla mobilità della Terra è consona alla verità e non è in contraddizione con la Sacra Scrittura; perciò, perché non si insinui ulteriormente a discapito della verità Cattolica un'opinione di tal genere, ha stabilito che i suddetti Nicolò Copernico De revolutionibus orbium e Didacus Astunica Commento a Giobbe debbano essere sospesi finché non vengano corretti; che il libro del padre Carmelitano Paolo Antonio Foscarini debba essere proibito e condannato sotto ogni aspetto; e che tutti gli altri libri, che insegnano ugualmente il medesimo concetto, debbano essere proibiti: con il presente decreto proibisce, condanna e sospende tutti in maniera retroattiva. A prova dell'autenticità di ciò il presente decreto è stato firmato e impresso dalla mano e dal sigillo dell'illustrissimo e reverendissimo Cardinale di S. Cecilia, il Vescovo di Albano, il giorno 5 marzo 1616».
In giugno l'editore della Lettera, Lazaro Scoriggio, fu arrestato a Napoli con l'accusa di averla pubblicata senza la prescritta autorizzazione ecclesiastica. Egli si difese, affermando che il Foscarini gli aveva consegnato un unico manoscritto contenente sia la Lettera che il Trattato della divinatione naturale cosmologica con un solo imprimatur che egli aveva pensato essere valido per entrambe le opere, anche se poi queste erano state pubblicate separatamente, secondo la volontà del Foscarini. L'editore fu condannato a una multa, mentre il Foscarini moriva proprio durante lo svolgimento del processo, il 10 giugno 1616.

## Opere
- Meditationes, preces, et exercitia quotidiana. Super orationem Dominicam, per Hebdomadam disposita ad vitae spiritualis perfectionem, & habituum virtutum comparationem, Cosentiae, apud Andream Riccium, 1611.
- Institutionum omnis generis doctrinarum tomis VII. comprehensarum, syntaxis. Qua methodus et ordo, in tradendis omnibus disciplinis servandus explicatur, ut demum ad perfectam solidamque sapientiam pervenire possit, Cosentiae, apud Andream Riccium, 1613.
- Trattato della divinatione naturale cosmologica overo de' pronostici e presagii naturali delle mutationi de tempi &c., In Napoli, appresso Lazaro Scoriggio, 1615.
- Lettera sopra l'opinione de' Pittagorici, e del Copernico, della mobilità della terra e stabilità del sole, e del nuovo Pittagorico Sistema del Mondo, In Napoli, per Lazaro Scoriggio, 1615.
- Sopra l'opinione dei pitagorici, e del Copernico della mobilità della terra, e stabilità del sole, e del nuovo pitagorico sistema del mondo, Napoli, Lazzaro Scoriggio, 1615.

### Edizioni moderne
- Sopra l'opinione de' Pittagorici e del Copernico: della mobilità della terra e stabilità del sole e del nuovo Pittagorico sistema del mondo, Ristampa anastatica dell'edizione di Napoli, Lazzaro Scoriggio 1615, a cura di Luciano Romeo, Montalto Uffugo, Grafiche Aloise, 1992.
- Trattato della divinatione naturale cosmologica ovvero de' pronostici e presagi naturali delle mutazioni de Tempi, Ristampa anastatica dell'opera pubblicata a Napoli nel 1615 dall'Accademia Montaltina degli Inculti, a cura di Luciano Romeo e F. Walter Lupi, Cosenza, Editoriale progetto 2000, 2001.